# Mells (Somerset)
Mells – wieś w Anglii, w hrabstwie Somerset, w dystrykcie (unitary authority) Somerset. Leży 27 km na południowy wschód od miasta Bristol i 160 km na zachód od Londynu. W 2001 miejscowość liczyła 647 mieszkańców.